# 검볼의 에피소드 목록
《검볼》은 카툰 네트워크의 벤 바코얼렛이 기획한 영미 텔레비전 애니메이션이다. 2011년부터 2019년까지 여섯 시즌이 방송되었다.

## 시리즈 개요
| 시즌 | 시즌   | 회수   | 방송 날짜      | 방송 날짜        |
| 시즌 | 시즌   | 회수   | 시즌 시작      | 시즌 종료        |
| ---- | ------ | ------ | -------------- | ---------------- |
|      | 파일럿 | 파일럿 | 2008년 5월 8일 | 2008년 5월 8일   |
|      | 1      | 36     | 2011년 5월 3일 | 2012년 3월 13일  |
|      | 2      | 40     | 2012년 8월 7일 | 2013년 12월 3일  |
|      | 3      | 40     | 2014년 6월 5일 | 2015년 8월 6일   |
|      | 4      | 40     | 2015년 7월 7일 | 2016년 10월 27일 |
|      | 5      | 40     | 2016년 9월 1일 | 2017년 11월 10일 |
|      | 6      | 44     | 2018년 1월 5일 | 2019년 6월 24일  |

## 에피소드

### 파일럿 (2008)
| 제목                                                            | 작가        | 스토리보드 | 본 공개 날짜   |
| --------------------------------------------------------------- | ----------- | ---------- | -------------- |
| "Gumball"                                                       | 벤 바코얼렛 | 실뱅 마크  | 2008년 5월 8일 |
| 검볼과 다윈은 루브 골드버그 장치를 만들어 학교를 벗어나려 한다. |             |            |                |

### 시즌 1 (2011–12)
| 전체 번호 | 시즌 번호 | 제목                                    | 작가                                                             | 스토리보드                                        | 본 방송 날짜     | 대한민국 방송 날짜 | 미국 시청자 수 (100만) |
| --------- | --------- | --------------------------------------- | ---------------------------------------------------------------- | ------------------------------------------------- | ---------------- | ------------------ | ---------------------- |
| 1         | 1         | "디비디" "The DVD"                      | 벤 바코얼렛, 존 포스터, 제임스 라몬트                            | Ben Marsaud                                       | 2011년 5월 3일   | 2012년 3월 26일    | 2.12                   |
| 2         | 2         | "엄마 아빠는 외출 중" "The Responsible" | 벤 바코얼렛, 앤드류 브레너, 존 포스터, Mic Graves, 제임스 라몬트 | Celine Gobinet                                    | 2011년 5월 9일   | 2011년 10월 24일   | 1.39                   |
| 3         | 3         | "새 친구를 찾습니다" "The Third"        | 벤 바코얼렛, 존 포스터, 제임스 라몬트, 샘 워드                   | George Gendi                                      | 2011년 5월 16일  | 2011년 10월 17일   | 1.96                   |
| 4         | 4         | "생명의 은인" "The Debt"                | 벤 바코얼렛, 존 포스터, 제임스 라몬트                            | George Gendi, 데이브 스미스, 필립 워너, 척 클레인 | 2011년 5월 16일  | 2011년 10월 17일   | 1.96                   |
| 5         | 5         | "지구의 종말" "The End"                 | 벤 바코얼렛, 존 포스터, 제임스 라몬트                            | Ben Marsaud                                       | 2011년 5월 23일  | 2012년 3월 26일    | 1.89                   |
| 6         | 6         | "미녀는 행복해" "The Dress"             | 벤 바코얼렛, Mic Graves, David Cadji-Newby                       | 크리스 가벗                                       | 2011년 5월 23일  | 2011년 10월 24일   | 1.89                   |
| 7         | 7         | "돌려줘!" "The Quest"                   | 벤 바코얼렛, 존 포스터, 제임스 라몬트                            | 오렐리 샤르보니, 척 클레인                        | 2011년 5월 30일  | 2012년 2월 27일    | 1.90                   |
| 8         | 8         | "숟가락 든 강도" "The Spoon"            | 벤 바코얼렛, 존 포스터, 제임스 라몬트, Mic Graves                | Ben Marsaud                                       | 2011년 5월 30일  | 2012년 2월 27일    | 1.90                   |
| 9         | 9         | "사랑보다 우정" "The Pressure"          | 벤 바코얼렛, 존 포스터, 제임스 라몬트, 샘 워드                   | 오렐리 샤르보니                                   | 2011년 6월 6일   | 2011년 10월 18일   | 2.18                   |
| 10        | 10        | "문제 가정 길들이기" "The Painting"     | 벤 바코얼렛, 존 포스터, 제임스 라몬트, Mic Graves                | Ben Marsaud                                       | 2011년 6월 13일  | 2011년 10월 18일   | 1.96                   |
| 11        | 11        | "최고의 게으름뱅이는?" "The Laziest"    | 벤 바코얼렛, 존 포스터, 제임스 라몬트, Mic Graves                | George Gendi, Ben Marsaud, 오렐리 샤르보니        | 2011년 6월 20일  | 2011년 10월 31일   | 미상                   |
| 12        | 12        | "내 몸에서 나가!" "The Ghost"           | 벤 바코얼렛, 존 포스터, 제임스 라몬트, Mic Graves                | George Gendi, 필립 워너                           | 2011년 6월 27일  | 2011년 10월 31일   | 미상                   |
| 13        | 13        | "범인은 누구?" "The Mystery"            | 벤 바코얼렛, 존 포스터, 제임스 라몬트, Mic Graves                | George Gendi, 필립 워너                           | 2011년 7월 11일  | 2011년 11월 7일    | 2.53                   |
| 14        | 14        | "장난이야!" "The Prank"                 | 벤 바코얼렛, 존 포스터, 제임스 라몬트                            | George Gendi                                      | 2011년 7월 18일  | 2011년 11월 7일    | 1.91                   |
| 15        | 15        | "무술의 달인" "The Gi"                  | 벤 바코얼렛, 존 포스터, 제임스 라몬트                            | 롭 래티머                                         | 2011년 7월 25일  | 2011년 11월 21일   | 2.30                   |
| 16        | 16        | "뽀뽀!" "The Kiss"                      | 벤 바코얼렛, Mic Graves                                          | George Gendi, 켄트 오즈본, 대런 밴덴버그          | 2011년 8월 3일   | 2011년 11월 21일   | 2.18                   |
| 17        | 17        | "비밀 파티" "The Party"                 | 벤 바코얼렛, Mic Graves                                          | 오렐리 샤르보니, 롭 래티머                        | 2011년 8월 8일   | 2011년 11월 21일   | 1.85                   |
| 18        | 18        | "환불해 주세요!" "The Refund"           | 벤 바코얼렛, 존 포스터, 제임스 라몬트                            | Ben Marsaud                                       | 2011년 8월 15일  | 2011년 11월 21일   | 2.10                   |
| 19        | 19        | "무늬만 검볼!" "The Robot"              | 벤 바코얼렛, 존 포스터, 제임스 라몬트                            | Ben Marsaud                                       | 2011년 8월 22일  | 2011년 11월 28일   | 2.06                   |
| 20        | 20        | "소풍은 즐거워!" "The Picnic"           | 벤 바코얼렛, 제임스 라몬트, Mic Graves                           | Amandine Pécharman, 필립 워너                     | 2011년 8월 29일  | 2011년 11월 28일   | 1.91                   |
| 21        | 21        | "바보들의 경주" "The Goons"             | 벤 바코얼렛, 존 포스터, 제임스 라몬트, Mic Graves                | 오렐리 샤르보니                                   | 2011년 9월 5일   | 2011년 11월 14일   | 2.72                   |
| 22        | 22        | "비밀을 말해 줘" "The Secret"           | 벤 바코얼렛, 존 포스터, 제임스 라몬트                            | George Gendi                                      | 2011년 9월 26일  | 2011년 11월 14일   | 2.05                   |
| 23        | 23        | "진실만 말하기" "The Sock"              | 벤 바코얼렛, 존 포스터, 제임스 라몬트, 샘 워드                   | 척 클레인, 롭 래티머                              | 2011년 10월 3일  | 2011년 11월 15일   | 2.00                   |
| 24        | 24        | "천재" "The Genius"                     | 벤 바코얼렛, 존 포스터, 제임스 라몬트, Mic Graves                | Jacques Gauthier, 롭 래티머                       | 2011년 10월 10일 | 2011년 11월 15일   | 1.80                   |
| 25        | 25        | "유령" "The Poltergeist"                | 벤 바코얼렛, 존 포스터, 제임스 라몬트, Mic Graves, 샘 워드       | 오렐리 샤르보니, 데이브 니덤, 톰 파킨슨           | 2011년 10월 17일 | 2012년 1월 16일    | 2.11                   |
| 26        | 26        | "어른이 되다" "The Mustache"            | 벤 바코얼렛, Mic Graves                                          | Ben Marsaud                                       | 2011년 11월 21일 | 2011년 11월 14일   | 2.08                   |
| 27        | 27        | "첫 데이트" "The Date"                  | 벤 바코얼렛, 존 포스터, 제임스 라몬트                            | Ben Marsaud                                       | 2011년 11월 28일 | 2011년 11월 14일   | 2.20                   |
| 28        | 28        | "동아리" "The Club"                     | 벤 바코얼렛, 존 포스터, 제임스 라몬트, Mic Graves                | 롭 래티머, Ben Marsaud                            | 2011년 12월 5일  | 2011년 11월 15일   | 2.18                   |
| 29        | 29        | "마법의 지팡이" "The Wand"              | 벤 바코얼렛, 존 포스터, 제임스 라몬트, Mic Graves                | George Gandi, 필립 워너                           | 2012년 1월 24일  | 2011년 11월 15일   | 1.83                   |
| 30        | 30        | "우리 친구, 사이먼 선생님?" "The Ape"   | 벤 바코얼렛, 존 포스터, 제임스 라몬트, Mic Graves                | 척 클레인, 롭 래티머                              | 2012년 1월 31일  | 2012년 1월 16일    | 1.79                   |
| 31        | 31        | "누가 자동차를 망가트렸나?" "The Car"   | 벤 바코얼렛, 존 포스터, 제임스 라몬트, Mic Graves                | Ben Marsaud                                       | 2012년 2월 7일   | 2012년 3월 5일     | 1.68                   |
| 32        | 32        | "저주받은 날" "The Curse"               | 벤 바코얼렛, 존 포스터, 제임스 라몬트, Mic Graves                | 롭 래티머, George Gendi                           | 2012년 2월 14일  | 2012년 3월 5일     | 1.91                   |
| 33        | 33        | "괴물" "The Microwave"                  | 벤 바코얼렛, 존 포스터, 제임스 라몬트                            | Ben Marsaud                                       | 2012년 2월 21일  | 2012년 3월 12일    | 1.85                   |
| 34        | 34        | "관심이 필요해" "The Meddler"           | 벤 바코얼렛, 존 포스터, 제임스 라몬트                            | Ben Marsaud                                       | 2012년 2월 28일  | 2012년 3월 12일    | 1.69                   |
| 35        | 35        | "행운의 모자" "The Helmet"              | 벤 바코얼렛, 존 포스터, 제임스 라몬트, Tommy Panays              | Ben Marsaud                                       | 2012년 3월 6일   | 2012년 3월 19일    | 1.96                   |
| 36        | 36        | "싸움" "The Fight"                      | 벤 바코얼렛, 존 포스터, 제임스 라몬트, Mic Graves                | Michael Gendi, Jacques Ganthier, 대런 밴덴버그    | 2012년 3월 13일  | 2012년 3월 19일    | 2.10                   |

### 시즌 2 (2012–13)
검볼 시즌 2

### 시즌 3 (2014–15)
검볼 시즌 3

### 시즌 4 (2015–16)
검볼 시즌 4

### 시즌 5 (2016–17)
검볼 시즌 5

### 시즌 6 (2018–19)
검볼 시즌 6

## 특집

### 다윈의 졸업 앨범
카툰 네트워크는 《검볼》의 6부작 특집 〈다윈의 졸업 앨범〉을 2019년 12월에 방송했다.
| 번호 | 제목         | 본 방송 날짜                                   | 대한민국 방송 날짜 | 제작 번호 | 미국 시청자 수 (100만) |
| ---- | ------------ | ---------------------------------------------- | ------------------ | --------- | ---------------------- |
| 1    | "Banana Joe" | 2019년 12월 2일 (영국) 2019년 12월 14일 (미국) | 2020년 5월 5일     | 701       | 0.54                   |
| 2    | "Clayton"    | 2019년 12월 2일 (영국) 2019년 12월 14일 (미국) | 2020년 5월 5일     | 702       | 0.56                   |
| 3    | "Carrie"     | 2019년 12월 3일 (영국) 2019년 12월 21일 (미국) | 2020년 5월 5일     | 703       | 0.62                   |
| 4    | "Alan"       | 2019년 12월 4일 (영국) 2019년 12월 21일 (미국) | 2020년 5월 5일     | 704       | 0.65                   |
| 5    | "Sarah"      | 2019년 12월 5일 (영국) 2019년 12월 28일 (미국) | 2020년 5월 5일     | 705       | 0.51                   |
| 6    | "Teachers"   | 2019년 12월 6일 (영국) 2019년 12월 28일 (미국) | 2020년 5월 5일     | 706       | 0.52                   |

### 검볼 연대기
카툰 네트워크는 《검볼》의 8부작 특집 〈검볼 연대기〉를 2020년 10월에 첫 방송했다. 리처드 오버럴이 감독하고 각본을 썼다.